# Chorzeń
Chorzeń – położona w zachodniej części miasta dzielnica Konina.
Wieś królewska starostwa konińskiego, pod koniec XVI wieku leżała w powiecie konińskim województwa kaliskiego.

## Historia
Do 1967 roku Chorzeń był wsią (sołectwem Konina) położoną przy drodze prowadzącej do Poznania. Działała w niej szkoła podstawowa i istniejąca do dziś Ochotnicza Straż Pożarna Konin-Chorzeń. W latach 50. XX w. w wyniku napływu ludności z Konina we wsi powstało wiele domów jednorodzinnych a dotychczasowy budynek szkoły stał się za mały, dlatego podjęto decyzję o budowie nowego gmachu, który otwarto w 1964 roku.
W 1967 roku sołectwo zostało przyłączone do Konina. Wówczas Szkołę Podstawową w Chorzniu przemianowano na Szkołę Podstawową nr 9 w Koninie. W połowie lat 80. siedem dużych zakładów pracy z regionu konińskiego zawarło porozumienie mające na celu budowę na przyłączonych do miasta ziemiach nowego osiedla bloków mieszkalnych z mieszkaniami dla pracowników. W tym celu zarejestrowano w sądzie Międzyzakładową Spółdzielnię Mieszkaniową „Związkowiec”. Pierwszy budynek, przy ulicy Makowej 1, oddano do użytku w 1990 roku, a ostatni, przy ulicy Krokusowej 3, w 1999. Łącznie wybudowano 23 bloki mieszkalne, w których mieści się 1256 mieszkań. Budynek, w którym mieściła się szkoła podstawowa, znów stał się za mały, dlatego w 1993 roku otwarto nowy gmach, w którym do dzisiaj mieści się ta placówka. Stary budynek stał się siedzibą Szkoły Zawodowej im. Mikołaja Kopernika. W 2003 roku – 4 lata po przywróceniu gimnazjów do polskiego systemu oświaty – obok Szkoły Podstawowej nr 9 stanął gmach Gimnazjum nr 3. W 2008 roku otwarto budynek, do którego zostało przeniesione Gimnazjum Towarzystwa Salezjańkiego. Przed zbudowaniem osiedla Chorzeń na potrzeby pracowników wagonowni zbudowano Osiedle Zakładowe PKP (prowizoryczne baraki położone przy przystanku Konin Zachód nadal są zamieszkiwane).

## Edukacja
W Chorzniu znajdują się 3 placówki edukacyjne:
- Przedszkole nr 16
- Szkoła Podstawowa nr 9
- Szkoła Podstawowa Towarzystwa Salezjańskiego

## Transport
W pobliżu Chorznia znajduje się przystanek osobowy Konin Zachód, położony na trasie międzynarodowej linii kolejowej E 20 łączącej Berlin z Moskwą. Zbudowano go, ponieważ zakładano, że powstające w latach 80. i 90. osiedle będzie znacznie większe. Tak się jednak nie stało, gdyż zmiana ustroju gospodarczego przerwała wsparcie państwa dla spółdzielni mieszkaniowych.
Przez dzielnicę, przejeżdżają linie MZK: 52, 58, 61, 64, 65, 100.

## Przemysł
Za linią kolejową Berlin – Warszawa – Moskwa znajdował się budynek Zakładu Napraw Taboru i lokomotywowni Polskich Kolei Państwowych, który w latach 90. XX wieku został zamknięty, przez co zakład stał opuszczony. Lokomotywownia obsługiwała między innymi przewozy na linii Konin – Kazimierz Biskupi. W 2011 roku został sprzedany spółce Torpol, która rozpoczęła działanie w dotąd nieużywanych budynkach.